# Jean-Marie Victor Dauphin de Verna
Pour les articles homonymes, voir Verna.
Jean Marie Victor Dauphin de Verna est un homme politique français né le 28 juillet 1775 à Verna (Isère) et décédé le 17 juin 1841 à Lyon (Rhône).

## Biographie

Armes de la Famille Dauphin de Verna, D'azur à la bande d'or, chargée d'un dauphin et d'une étoile de gueules (l'étoile en chef)

Propriétaire, adjoint au maire de Lyon, il est député du Rhône de 1828 à 1830, siégeant avec la majorité soutenant les gouvernements de la Restauration.